# 福犁宮
福犁宮，位於台灣台北市信義路，為主祀福德正神之道教廟宇。該廟宇興建於1964年，為位於台北信義區的傳統建築廟宇。另外，該廟宇的組織型態為管理委員會制，祭典日期則是每年農曆之二月十四。